# Проксима Кентавър b
Проксима Кентавър b (известна също като Проксима b, Алфа Кентавър Cb, Proxima Centauri b) е екзопланета в орбита около червеното джудже Проксима Кентавър, най-близката звезда до Слънчевата система. Планетата се намира на разстояние около 4,25 светлинни години (40 трилиона километра) от Земята, в съзвездието Кентавър и заедно с Проксима c са най-близките до нас екзопланети.
Според изследователите планетата се намира в обитаемата зона на своята звезда.

## Физически характеристики
Екзопланетата е поне 1,27 пъти по-масивна от Земята, а орбиталният ѝ период се равнява на около 11,2 дни. Планетата вероятно се върти синхронно около своята звезда, така че едната ѝ страна е винаги обърната към нея, т.е. в едното полукълбо е постоянен ден, а в другото – постоянна нощ. Разстоянието между Проксима Кентавър b и Проксима Кентавър (орбиталният ѝ радиус) е около 0,05 АЕ, или само 5% от разстоянието между Земята и Слънцето, но тъй като червеното джудже излъчва много по-малко радиация от Слънцето, планетата се намира в зона, подходяща за живот. Изчисленията показват, че температурата на повърхността на Проксима b е достатъчна, за да поддържа течна вода.

## Възможности за изследване
Единственият шанс за човечеството да изследва тази планета се дава от инициативата Breakthrough Starshot, която планира през следващите десетилетия да създаде флот от малки космически кораби, които да осъществят пътуване до Проксима Кентавър. Движейки се със скорост, равна на около 20% от тази на светлината (или ок. 60 000 km/s), след 20 години те ще преодолеят разстоянието от 40 трилиона километра до звездата.